# Olivier Foucart
Olivier Foucart (5 juli 1984) is een Belgisch voormalig basketballer en huidig basketbalcoach.

## Carrière
Foucart begon zijn carrière in 2004 bij tweedeklasser BBC Falco Sint Amandsberg. Hij speelde bij Falco vier jaar tot hij in 2008 een contract ondertekende bij eersteklasser Okapi Aalst. Hij speelde anderhalf seizoen in Aalst maar verliet de club omdat hij weinig speelminuten kreeg en hij ging spelen voor Kangoeroes Boom in de tweede klasse. Van 2010 tot 2011 speelde hij opnieuw in de eerste klasse ditmaal bij Optima Gent. Nadat hij niet meer echt in de plannen voorkwam bij Gent werd hij er assistent-coach onder Yves Defraigne. Hij speelde toen nog in de tweede klasse bij Basket Waregem.
In 2012 werd hij benoemd tot hoofdcoach van BBC Falco Gent waar hij al eerder in de jeugdwerking actief was. Hij bleef er coach tot in 2015 toen hij aan de slag ging bij Basket Waregem waar hij in 2019 werd ontslagen. In 2018 werd hij assistent-bondscoach samen Frédéric Wilmot met onder Dario Gjergja van de nationale ploeg, hij bleef de functie behouden tot in 2022 toen hij werd opgevolgd door Gaëlle Bouzin. In 2021 werd hij assistent-coach onder Roel Moors bij het Duitse BG Göttingen waar hij Thomas Crab verving, in 2022 werd zijn contract er verlengd. In juni 2023 werd hij gepromoveerd tot hoofdcoach nadat Moors de club verliet voor een nieuwe uitdaging als assistent kreeg hij Kenneth Desloovere naast zich. In januari 2025 werd hij ontslagen bij de Duitse club wegens tegenvallende resultaten.
Voor het seizoen 2025/26 werd hij coach bij de Belgische eersteklasser Okapi Aalst als opvolger van Eddy Casteels.

## Privéleven
Zijn tweelingbroer Thomas Foucart was ook een basketballer.